# Imprensa clandestina no Brasil
Sob o termo imprensa clandestina se designa todo um conjunto de  jornais e panfletos produzidos por organizações armadas de esquerda no Brasil durante o  Regime Militar de 1964-1985. Jornais de tiragens limitadas e periodicidade irregular, em sua maioria estes meios de comunicação eram produzidos sob condições precárias.
Diferentemente da imprensa alternativa, a imprensa clandestina estruturava-se de forma explícita quanto a um caráter de propaganda dos ideários e das ações executadas por organizações de esquerda no Brasil. Em suas páginas, era comum ser encontrados textos de debate doutrinário  marxista, bem como registros de autoria de ações armadas praticadas por estas organizações cuja censura à grande imprensa nesta época não permitia a circulação de informações concernentes ao caráter político destas ações. Nestes jornais, também se encontram manifestos conclamando a população à resistência e notícias de agitações sociais no campo e nas cidades censuradas pelo Regime. Também a imprensa clandestina fazia uso de suas páginas para a divulgação de notícias negativas sobre o Brasil publicadas no exterior que eram censuradas pelo Regime.
Em geral, estes jornais eram feitos de forma precária. Contando com poucos mimeógrafos, comumente expropriados, estes jornais eram produzidos em aparelhos clandestinos geralmente afastados dos centros das grandes cidades, como em casas em bairros afastados ou sítios. No mais das vezes circulavam de mão em mão entre os militantes das organizações ou eram deixados anonimamente nas portas de fábricas. Estes jornais também eram distribuídos à população durante a execução de ações armadas comandadas por estas organizações. Em alguns casos, estes jornais eram feitos com materiais como papel de seda, de modo a facilitar sua destruição em caso de perigo destes jornais serem apreendidos pela repressão política do Regime Militar.
Dentre os principais jornais publicados clandestinamente pelos opositores de esquerda neste período, se encontram "Voz Operária", do Partido Comunista Brasileiro (PCB), "A Classe Operária", do Partido Comunista do Brasil, e "Venceremos", da Ação Libertadora Nacional (ALN}.